# O Século (suplemento)
O século. Suplemento dedicado ao império colonial português e às comemorações, nas províncias ultramarinas, dos Centenários da Fundação e da Restauração de Portugal : 1140-1640-1940 foi um suplemento do jornal O Século, publicado em Lisboa, em junho de 1940, pela Sociedade Nacional de Tipografia, com um total de 80 páginas, contendo gravuras e mapas. Pertence à rede de Bibliotecas municipais de Lisboa e é considerado uma "raridade bibliográfica".